# Glogovac (Jagodina)

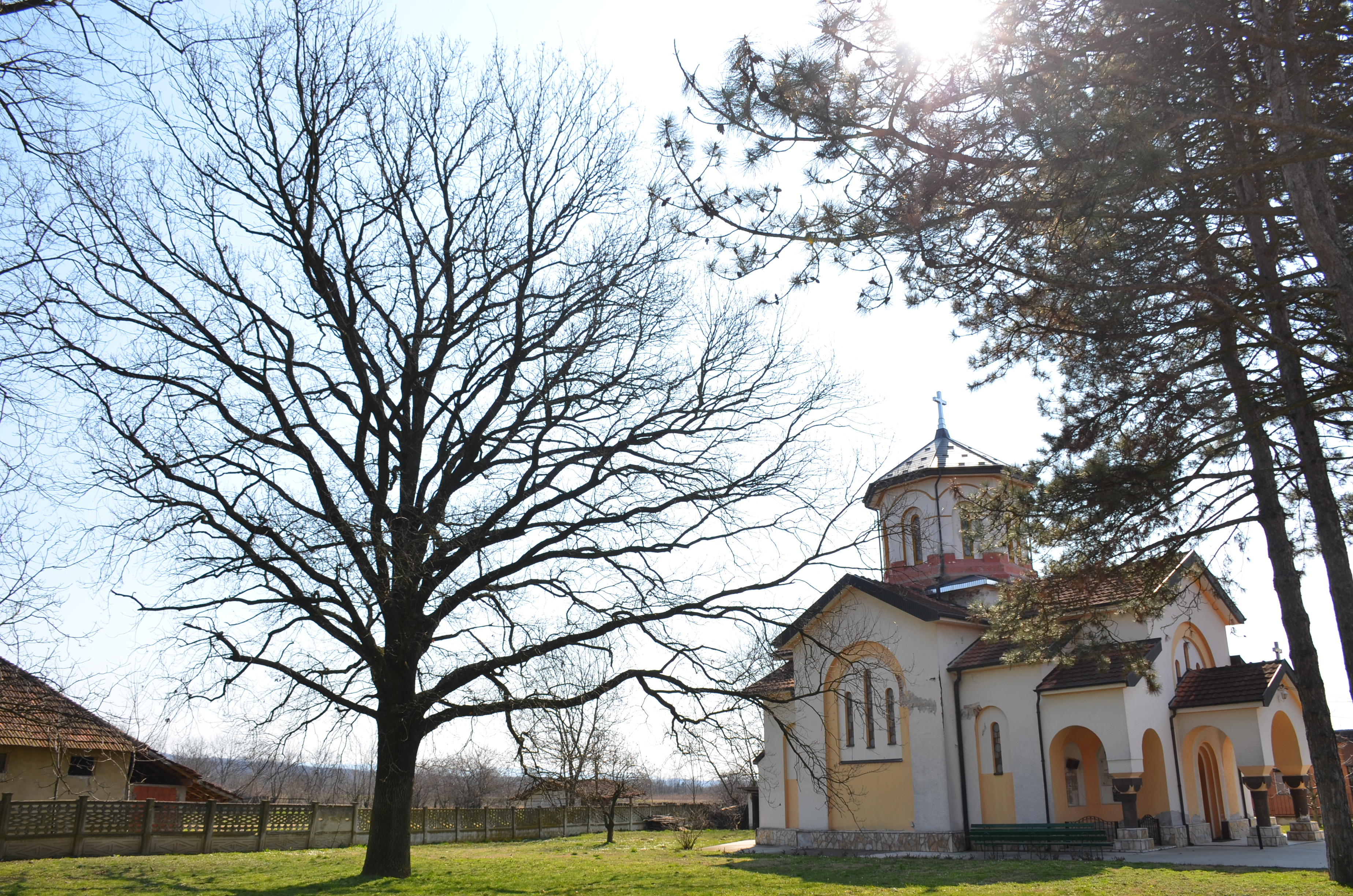
Vila Glogovac.

Glogovac (em cirílico: Глоговац) é uma vila da Sérvia localizada na cidade de Jagodina, pertencente ao distrito de Pomoravlje, na região de Šumadija, Belica. A sua população era de 1288 habitantes segundo o censo de 2011.

## Demografia
| 1948 | 1953 | 1961 | 1971 | 1981 | 1991 | 2002 | 2011 |
| ---- | ---- | ---- | ---- | ---- | ---- | ---- | ---- |
| 1951 | 1970 | 2002 | 1965 | 1921 | 1840 | 1561 | 1288 |